# Tuyến Seohae
Tuyến Seohae (Tiếng Hàn: 수도권 전철 서해선 Sudogwon jeoncheol Seohaeseon, Hanja: 首都圈 電鐵 西海線) là một tuyến đường sắt đôi, điện khí hóa chạy giữa Ga Ilsan ở Goyang-si, Gyeonggi-do và Ga Hongseong ở Hongseong-gun, Chungcheongnam-do, Hàn Quốc. Đoạn Tàu điện ngầm vùng thủ đô Seoul của Tuyến Seohae là đoạn chạy giữa Ga Daegok ở Goyang-si và Ga Wonsi ở Ansan-si, Gyeonggi-do. Tổng công ty Đường sắt Hàn Quốc chịu trách nhiệm vận hành các chuyến tàu, nhưng Đường sắt Seohae, một công ty tư nhân được giao dịch vụ của Tuyến Sosa-Wonsi và Đơn vị Cảnh sát Tư pháp Đặc biệt Đường sắt Khu vực Seoul thuộc Bộ Đất đai, Cơ sở hạ tầng và Giao thông vận tải phụ trách các dịch vụ an ninh công cộng.
Đoạn sau Ga Wonsi sẽ được vận hành bằng đường sắt diện rộng đến Ga Seohwaseong. Ngoài ra, các tuyến đường sắt huyết mạch và tàu chở hàng cũng được vận hành. Phần Sinhyeon - Tòa thị chính Siheung nằm trên mặt đất, các phần khác nằm dưới lòng đất và một đường ray kết nối với Tuyến Ansan đã được lắp đặt. Ngoài ra, đoạn Tòa thị chính Siheung - Wonsi đi chung với Tuyến Sinansan.

## Lịch sử
Sau khi hoàn thành việc lập kế hoạch, dự án được viết ra dưới dạng dự án xây dựng - cho thuê - chuyển giao (BLT), và Daewoo đã được chọn là nhà thầu ưu tiên vào tháng 9 năm 2008. Quá trình xây dựng được lên kế hoạch kéo dài từ tháng 10 năm 2009 đến tháng 3 2013. Do cuộc khủng hoảng tài chính toàn cầu, rất khó để tập hợp các nhà đầu tư tài trợ cho dự án, và các cuộc đàm phán bị đình trệ. Một thỏa thuận cuối cùng đã được ký kết vào ngày 21 tháng 12 năm 2010, với việc xây dựng sẽ bắt đầu vào nửa đầu năm 2011. Chi phí dự án là 1,5248 nghìn tỷ won Hàn Quốc, nhà thầu có tổng cộng bảy năm thiết kế và xây dựng, đồng thời sẽ quản lý và bảo trì dây chuyền trong 20 năm đầu hoạt động.
Phần đầu tiên bắt đầu được xây dựng vào năm 2011 và khai trương vào ngày 16 tháng 6 năm 2018.

### Mốc thời gian
- 22 tháng 4 năm 2011: Khởi công xây dựng giữa Sosa và Wonsi
- 21 tháng 10 năm 2013: Công bố tuyến đường sắt và quyết định đặt tên ga để kinh doanh Tuyến Sosa-Wonsi[8]
- 22 tháng 5 năm 2015: Khởi công xây dựng đoạn Songsan ~ Hongseong[9]
- 22 tháng 12 năm 2015: Khởi công xây dựng đoạn Daegok ~ Sosa[10]
- 5 tháng 9 năm 2017 : Tổng công ty Vận tải Seoul và E-Rail ký kết hợp đồng quản lý và vận hành đoàn tàu đường đôi Sosa-Wonsi[11]
- 6 tháng 9 năm 2017 ~ Nửa đầu năm 2018: Chạy thử để xác minh cơ sở giữa Sosa ~ Wonsi
- 12 tháng 1 năm 2018: Thành lập Vận hành Tuyến Sosa-Wonsi (nay là Đường sắt Seohae ) với tư cách là công ty con của Tổng công ty Vận tải Seoul[12]
- 6 tháng 4 năm 2018: Đổi tên Tuyến Sosa-Wonsi thành Tuyến Seohae (Sosa-Wonsi), công bố bảng khoảng cách đường sắt cho đoạn và đổi tên ga thành Ga Sosaeul, Ga Siheung Daeya, Ga Siheung Neunggok, Ga Dalmi và Ga Choji[13]
- 16 tháng 6 năm 2018: Khai trương đoạn Sosa ~ Wonsi[14]
- 19 tháng 6 năm 2018: Chỉ định tuyến kết nối Ansan nối Ga Wongok và Ga Ansan, một nhánh của Tuyến Seohae[15]
- 17 tháng 4 năm 2019: Đổi số hiệu tuyến đường sắt thành 321.[16]
- 6 tháng 11 năm 2020: Thông báo về tuyến đường sắt Tuyến Seohae (Hongseong ~ Songsan) dành cho doanh nghiệp[17]
- 24 tháng 11 năm 2020: Đổi tên Ga Wongok thành Ga Siu[18]
- 14 tháng 11 năm 2021: Khai trương Đường hầm Sông Hán giữa Ga Sân bay Quốc tê Gimpo ~ Ga Neunggok trên Tuyến Daegok–Sosa[19]
- 1 tháng 7 năm 2023: Khai trương đoạn Daegok ~ Sosa[20]
- 26 tháng 8 năm 2023: Đoạn Ilsan ~ Daegok được khai trương

## Tương lai
Vào ngày 1 tháng 9 năm 2010, chính phủ Hàn Quốc đã công bố một kế hoạch chiến lược nhằm giảm thời gian đi lại từ Seoul của 95% đất nước xuống dưới 2 giờ vào năm 2020. Theo một phần của kế hoạch, đoạn đầu tiên sẽ được nâng cấp thêm 230 km/h, phần mở rộng Wonsi – Hwayang sẽ được dự báo với vận tốc 250 km/h và tuyến có thể thấy dịch vụ KTX.
Đoạn thứ hai sẽ chạy về phía bắc từ Sosa đến Daegok trên Tuyến Gyeongui-Jungang và Tàu điện ngầm Seoul tuyến 3, mặc dù tuyến này sẽ tiếp tục cho đến Ilsan. Sẽ có chuyển sang một số đường khác. Nó được đề xuất khai trương vào ngày 29 tháng 6 năm 2021, nhưng đã bị hoãn lại. Hiện tại, đoạn giữa Sosa và Wonjong dự kiến sẽ mở vào tháng 12 năm 2021, trong khi phần còn lại của phần mở rộng dự kiến sẽ mở vào tháng 6 năm 2023.
Các kế hoạch dự kiến cho thấy việc nâng cấp và kết hợp tuyến Gyooe, một tuyến đường đơn không điện khí hóa không có dịch vụ hành khách kết nối Ga Neunggok (với một đường giao nhau ngay trước ga Daegok) và ga Uijeongbu ở Uijeongbu. Sau đó, Tuyến Uijeongbu – Daegok – Sosa – Wonsi sẽ cung cấp dịch vụ tàu điện ngầm quỹ đạo như một hình bán nguyệt phía bắc xung quanh Seoul, bổ sung cho hình bán nguyệt phía nam do Tuyến Bundang và Tuyến Suin tạo thành.
Từ điểm cuối của Wonsi, một phần mở rộng phía nam kết nối với Tuyến Janghang trước ga Hongseong đang được xem xét.

## Bản đồ tuyến
|  |  |  |

|  |  |  |

|  |  |  |

|  |  |  |

|  |  |  |

|  |  |  |

|  |  |  |  |  |  |  |

|  |  |  |

|  |  |  |

|  |  |  |  |  |

|  |

|  |  |  |

|  |  |  |  |  |  |  |

|  |  |  |  |  |  |  |

|  |  |  |  |  |  |  |

|  |

|  |  |  |

|  |  |  |

|  |

|  |

|  |

|  |

|  |

|  |

|  |

|  |  |  |

|  |

|  |  |  |

|  |

|  |

|  |

|  |  |  |  |  |

|  |  |  |

|  |

|  |

|  |

|  |

|  |

|  |

|  |

|  |

|  |

|  |

|  |  |  |

|  |

|  |  |  |

|  |

|  |

|  |

|  |

|  |  |  |

|  |  |  |

|  |

|  |

|  |  |  |

|  |  |  |

|  |  |  |

|  |  |  |

|  |  |  |

|  |  |  |

|  |  |  |  |  |  |  |

|  |  |  |

|  |  |  |

|  |  |  |  |  |

|  |

|  |  |  |

|  |  |  |  |  |  |  |

|  |  |  |  |  |  |  |

|  |  |  |  |  |  |  |

|  |

|  |  |  |

|  |  |  |

|  |

|  |

|  |

|  |

|  |

|  |

|  |

|  |  |  |

|  |

|  |  |  |

|  |

|  |

|  |

|  |  |  |  |  |

|  |  |  |

|  |

|  |

|  |

|  |

|  |

|  |

|  |

|  |

|  |

|  |

|  |  |  |

|  |

|  |  |  |

|  |

|  |

|  |

|  |

|  |  |  |

|  |  |  |

|  |

|  |

## Ga

### Daegok ~ Wonsi (Phần phía Nam)
- ■ Đoạn được đánh dấu bằng màu tuyến của Tuyến Gyeongui–Jungang (Ilsan-Neunggok) có chung đường với Tuyến Gyeongui–Jungang.

| Tuyến          | Số ga | Tên ga                | Tên ga         | Tên ga         | Chuyển tuyến                                             | Khoảng cách | Tổng khoảng cách | Vị trí      | Vị trí     |
| Tuyến          | Số ga | Tiếng Anh             | Hangul         | Hanja          | Chuyển tuyến                                             | Khoảng cách | Tổng khoảng cách | Vị trí      | Vị trí     |
| -------------- | ----- | --------------------- | -------------- | -------------- | -------------------------------------------------------- | ----------- | ---------------- | ----------- | ---------- |
| Tuyến Gyeongui | S07   | Ilsan                 | 일산           | 一山           |                                                          |             |                  | Gyeonggi-do | Goyang-si  |
| Tuyến Gyeongui | S08   | Pungsan               | 풍산           | 楓山           |                                                          |             |                  | Gyeonggi-do | Goyang-si  |
| Tuyến Gyeongui | S09   | Baengma               | 백마           | 白馬           |                                                          |             |                  | Gyeonggi-do | Goyang-si  |
| Tuyến Gyeongui | S10   | Goksan                | 곡산           | 谷山           |                                                          |             |                  | Gyeonggi-do | Goyang-si  |
| Tuyến Gyeongui | S11   | Daegok                | 대곡           | 大谷           | (314) Đường sắt cao tốc khu vực đô thị tuyến A (Dự kiến) |             |                  | Gyeonggi-do | Goyang-si  |
| Tuyến Gyeongui | S12   | Neunggok              | 능곡           | 陵谷           |                                                          |             |                  | Gyeonggi-do | Goyang-si  |
| Tuyến Seohae   | S13   | Sân bay Quốc tế Gimpo | 김포공항       | 金浦空港       | (512) (902) (A05) (G109)                                 |             |                  | Seoul       | Gangseo-gu |
| Tuyến Seohae   | S14   | Wonjong               | 원종           | 遠宗           |                                                          |             |                  | Gyeonggi-do | Bucheon-si |
| Tuyến Seohae   | S15   | Sân vận động Bucheon  | 부천종합운동장 | 富川綜合運動場 | (752)                                                    |             |                  | Gyeonggi-do | Bucheon-si |
| Tuyến Seohae   | S16   | Sosa                  | 소사           | 素砂           | Tuyến Gyeongin ( (147))                                  | 0.6         | 0.6              | Gyeonggi-do | Bucheon-si |
| Tuyến Seohae   | S17   | Sosaeul               | 소새울         | -              |                                                          | 1.7         | 1.7              | Gyeonggi-do | Bucheon-si |
| Tuyến Seohae   | S18   | Siheung Daeya         | 시흥대야       | 始興大也       |                                                          | 2.1         | 3.8              | Gyeonggi-do | Siheung-si |
| Tuyến Seohae   | S19   | Sincheon              | 신천           | 新川           |                                                          | 1.4         | 5.2              | Gyeonggi-do | Siheung-si |
| Tuyến Seohae   | S20   | Sinhyeon              | 신현           | 新峴           |                                                          | 3.3         | 8.5              | Gyeonggi-do | Siheung-si |
| Tuyến Seohae   | S22   | Tòa thị chính Siheung | 시흥시청       | 始興市廳       |                                                          | 3.6         | 12.1             | Gyeonggi-do | Siheung-si |
| Tuyến Seohae   | S23   | Siheung Neunggok      | 시흥능곡       | 始興陵谷       |                                                          | 1.3         | 13.4             | Gyeonggi-do | Siheung-si |
| Tuyến Seohae   | S24   | Dalmi                 | 달미           | -              |                                                          | 2.4         | 15.8             | Gyeonggi-do | Ansan-si   |
| Tuyến Seohae   | S25   | Seonbu                | 선부           | 仙府           |                                                          | 1.6         | 17.4             | Gyeonggi-do | Ansan-si   |
| Tuyến Seohae   | S26   | Choji                 | 초지           | 草芝           | (452) (K254)                                             | 1.7         | 19.1             | Gyeonggi-do | Ansan-si   |
| Tuyến Seohae   | S27   | Siu                   | 시우           | 時雨           |                                                          | 1.4         | 20.5             | Gyeonggi-do | Ansan-si   |
| Tuyến Seohae   | S28   | Wonsi                 | 원시           | 元時           |                                                          | 1.5         | 22.0             | Gyeonggi-do | Ansan-si   |

## Tuyến nhánh
Có tổng cộng một tuyến nhánh trên Tuyến Seohae.
| Số ga | Tên tuyến           | Bắt đầu | Kết thúc | Khoảng cách (km) | Ghi chú                            |
| ----- | ------------------- | ------- | -------- | ---------------- | ---------------------------------- |
| 32101 | Tuyến kết nối Ansan | Ga Siu  | Ga Ansan | 2.6              | Kết nối Tuyến Seohae - Tuyến Ansan |

### Tuyến kết nối Ansan
Tuyến kết nối Ansan là tuyến đường sắt nối ga Siu và ga Ansan trên tuyến Ansan. Nó chạy từ Sosa trên Tuyến Seohae đến Ansan trên Tuyến Ansan và từ Geumjeong trên Tuyến Ansan theo hướng Wonjin trên tuyến Seohae.
| Tên ga  | Khoảng cách (km) | Tổng khoảng cách (km) | Chuyển tuyến | Vị trí      | Vị trí             |
| ------- | ---------------- | --------------------- | ------------ | ----------- | ------------------ |
| (Siu)   | 0.0              | 0.0                   | Tuyến Seohae | Gyeonggi-do | Ansan-si Danwon-gu |
| (Ansan) | 2.6              | 2.6                   | Tuyến Ansan  | Gyeonggi-do | Ansan-si Danwon-gu |

### Phần Songsan ~ Hongseong
Đây là đoạn dài 90 km nối ga Songsan ở Hwaseong-si, Gyeonggi-do và ga Hongseong ở Hongseong-gun, Chungcheongnam-do và việc xây dựng bắt đầu vào ngày 22 tháng 5 năm 2015. Nó dự kiến sẽ mở cửa vào nửa cuối năm 2023. KTX-EUM sẽ chạy từ ga Songsan đến ga Hongseong trên tuyến Janghang. Đoạn này sẽ được kết nối với đoạn Wonwon-Songsan của Tuyến Sinansan, và đoạn Wonwon-Songsan sẽ bắt đầu được xây dựng vào ngày 9 tháng 9 năm 2019 và sẽ được kết nối khi Tuyến Sinansan mở cửa vào năm 2024 .
| Tên ga                 | Tên ga   | Tên ga   | Chuyển tuyến     | Khoảng cách | Tổng khoảng cách | Vị trí            | Vị trí        | Ghi chú |
| Tiếng Anh              | Hangul   | Hanja    | Chuyển tuyến     | Khoảng cách | Tổng khoảng cách | Vị trí            | Vị trí        | Ghi chú |
| ---------------------- | -------- | -------- | ---------------- | ----------- | ---------------- | ----------------- | ------------- | ------- |
| Seohwaseong            | 시화성   | 西華城   |                  | 0.0         | 0.0              | Gyeonggi-do       | Hwaseong-si   |         |
| Tòa thị chính Hwaseong | 화성시청 | 華城市廳 |                  | 7.3         | 7.3              | Gyeonggi-do       | Hwaseong-si   |         |
| Hyangnam               | 향남     | 鄕南     |                  | 11.4        | 18.7             | Gyeonggi-do       | Hwaseong-si   |         |
| Anjung                 | 안중     | 安仲     | Tuyến Pyeongtaek | 19.1        | 37.8             | Gyeonggi-do       | Pyeongtaek-si |         |
| Inju                   | 인주     | 仁州     |                  | 17.5        | 55.3             | Chungcheongnam-do | Asan-si       |         |
| Hapdeok                | 합덕     | 合德     |                  | 8.8         | 64.1             | Chungcheongnam-do | Dangjin-si    |         |
| Hongseong              | 홍성     | 洪城     | Tuyến Janghang   | 24.6        | 88.7             | Chungcheongnam-do | Hongseong-gun |         |